# Wasił Złatarski
Wasił Nikołow Złatarski (bułg. Васил Николов Златарски; ur. 14 listopada 1866 w Tyrnowie, zm. 15 grudnia 1935 w Sofii) – bułgarski historyk mediewista, archeolog i epigrafik.

## Życiorys
Urodził się 14 listopada 1866 w Tyrnowie. Ukończył klasyczne gimnazjum w 1887 roku i historię na uniwersytecie w Petersburgu w 1891. W latach 1893–1895 odbył specjalizację w Berlinie. Od 1895 roku był nauczycielem gimnazjalnym w Sofii. Od 1897 roku do śmierci wykładał historię na Uniwersytecie Sofijskim, najpierw jako docent, a od 1904 jako profesor. W latach 1913–1914 i 1924–1925 pełnił funkcję rektora. Zmarł 15 grudnia 1935 roku w Sofii.

## Ważniejsze publikacje
- Писмата на византийския император Романа Лакапина до българския цар Симеон (Pismata na wizantijskija imperator Romana Łakapina do byłgarskija car Simeon, 1894)
- Българска история. Лекции (Byłgarska istorija. Lekcii, 1902)
- Юрий Ив. Венелин и значението му за българите 1802–1902 (Jurij Iw. Wenelin i znaczenieto mu za byłgarite, 1902)
- Студии по българска история (Studii po byłgarska istorija, 1903)
- Имали ли са българите свое летоброене (Imali li sa byłgarite swoe letobroene, 1911)
- Договорът на княза Иванко, син Добротичев с генуезците 1387 (Dogoworyt na knjaza Iwanko, sin Dobroticzew s genuezcite, 1911)
- Посланието на Цариградския патриарх Фотий до българския княз Борис в славянски превод (Posłanieto na Carigradskija patriarch Fotij do byłgarskija knjaz Boris w sławjanski prewod, 1917)
- Vasil Slatarski, Geschichte der Bulgaren I: Von der Gründung des bulgarischen Reiches bis zur Türkenzeit (679-1396) / Bulgarische Bibliothek 5, Leipzig 1918
- История на българската държава през Средните векове. (Istorija na byłgarskata dyrżawa prez Srednite wekowe) 
  - Т.1 Първо българско царство. Ч.1 Епоха на хуно-българското надмощие (679-852), (Pyrwo byłgarsko carstwo. Cz. 1 Epocha na chuno-byłgarskoto nadmosztie (679 - 852), 1918, 3 wyd. 1970),
  - Ч .2 От славянизацията на държавата до падането на Първото царство (852-1018), (Cz. 2 Ot sławjanizacijata na dyrżawata do padaneto na Pyrwoto carstwo (852 - 1018), 1927, 2 wyd. 1971);
  - Т. 2 България под Византийско владичество (1018-1187), (Byłgarija pod Wizantijsko władiczestwo (1187 - 1280), 1934, 1972);
  - Т.3 Второ българско царство. България при Асеновци (1187-1280), (Wtoro byłgarsko carstwo. Byłgarija pri Asenowci, 1940, 2 wyd. 1971-72)
- Нова политическа и социална история на България и Балканския полуостров (Nowa politiczeska i sociałna istorija na Byłgarija i Bałkanskija połuostrow 1921)
- Политическата роля на Софроний Врачански през Руско-турската война 1806-1812 (Politiczeskata rola na Sofronij Wraczanski prez Rusko-turskata wojna 1806 -1812, 1925)
- Избрани съчинения в 4 тома (Izbrani syczinenija w 4 toma), Т.1 1972, Т. 2 1984)